# (4078) Polakis
(4078) Polakis ist ein Hauptgürtelasteroid, der am 9. Januar 1983 von Brian A. Skiff vom Lowell-Observatorium aus entdeckt wurde.
Der Asteroid wurde nach dem Ingenieur und Freund des Entdeckers, Thomas A. Polakis benannt.